# Joseph-Chrétien Nicolié

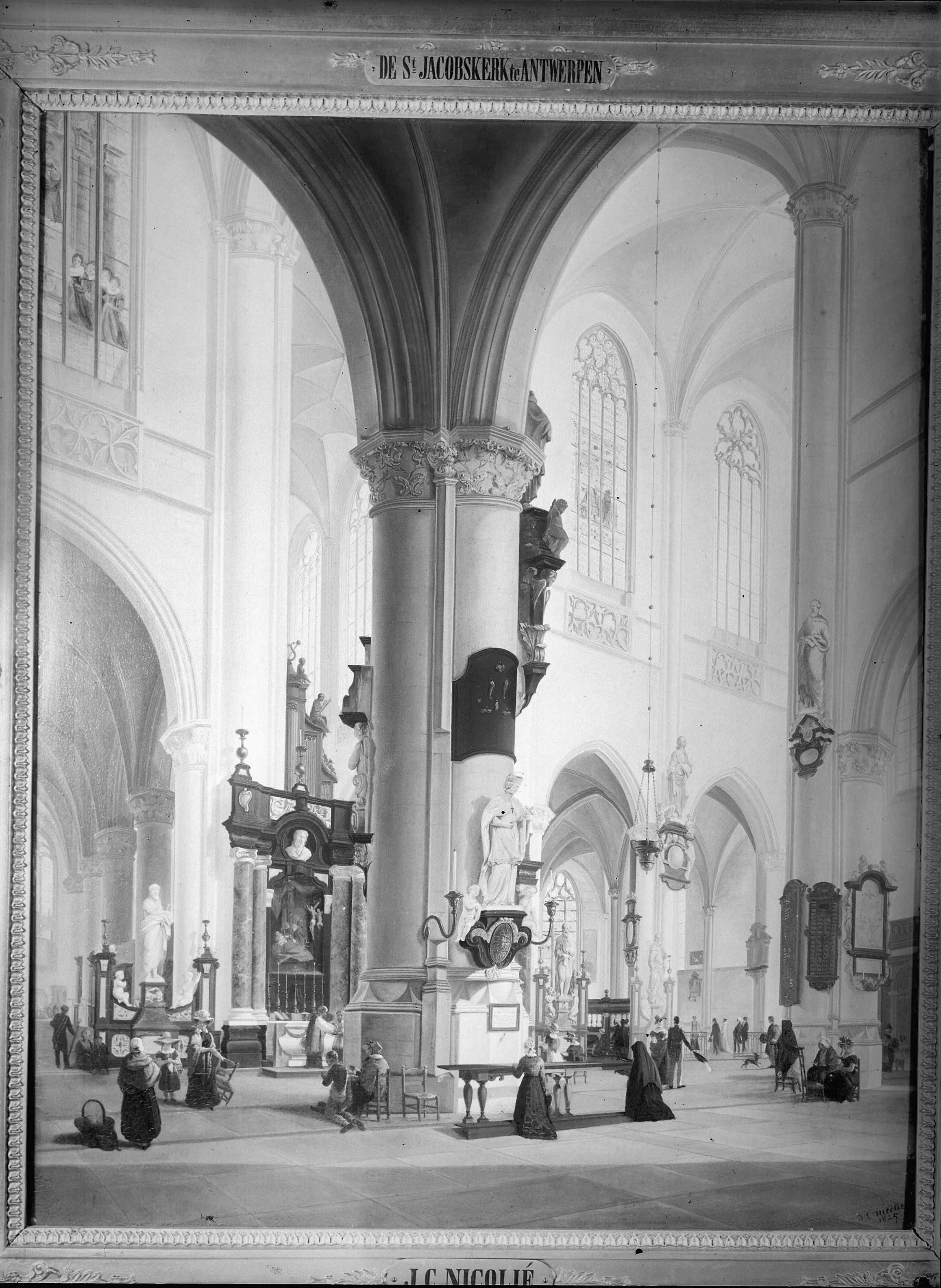
schilderij met kerkinterieur

Joseph-Chrétien Nicolié (Antwerpen, 28 september 1791 - aldaar, 12 oktober 1854) was een Belgisch kunstschilder.

Nicolié was de zoon van een Antwerps kunsthandelaar. Van 1811 tot 1813 deed hij architectuurstudies aan de Academie voor Schone Kunsten in Antwerpen.  Zijn carrière spitste zich echter toe op schilderkunst en meer bepaald het schilderen van kerkinterieurs. Voorstellingen van het interieur van de Sint-Jacobskerk, de kerk waar P.P. Rubens begraven ligt, komen vaak voor in zijn oeuvre.
Zijn stijl was romantisch, zijn schildertechniek hoogstaand, zijn weergave precies. Het kerkinterieur was een genre dat in België slechts door weinig andere kunstenaars beoefend werd op regelmatige basis: Jules-Victor Genisson, Jan Geeraerts, André-Joseph Minguet, Bernard Neyt en Joseph Maswiens. Hij stelde zijn werken tentoon in de salons van zijn tijd : grote groepstentoonstellingen van levende kunstenaars. In België waren vooral die van Antwerpen, Brussel en Gent belangrijk. Maar hij exposeerde ook in die van Douai, Mechelen en Rijsel. In 1817 kocht Koning Willem I een "Interieur van de Sint-Jacobskerk" aan voor het Museum van Brussel (verdwenen).

Nicolié woonde in de Pelgrimstraat (ca. 1824), Havestraat 2934 (ca. 1833) en Sint-Willibrords 196 (ca. 1849).
Zijn zoon Paul Emile Nicolié (°1828) werd eveneens kunstschilder.

## Tentoonstellingen
- Salon 1823, Douai : Interieur van de Sint-Jacobskerk, Interieur van de Sint-Jacobskerk met het graf van P.P. Rubens
- Salon 1824, Brussel : De Sint-Jacobskerk te Antwerpen en een niet gespecifieerd pendant
- 1825, Haarlem : De Sint-Jakobskerk te Antwerpen (daar aangekocht voor de Rijksverzameling)
- Salon 1833, Brussel : De grote kerk te Utrecht
- Salon 1849, Antwerpen : De Sint-Jacobskerk te Antwerpen

## Musea
- Amsterdam, Rijksmuseum :  De Sint-Jacobskerk te Antwerpen (1825)
- Antwerpen, Kon. Museum voor Schone Kunsten : De Sint-Pauluskerk (1825)
- Haarlem : in het verdwenen museum "Paviljoen Welgelegen" waar de Rijksverzameling was ondergebracht, waren destijds drie schilderijen van zijn hand waarvan dat in de huidige verzameling van het Rijksmuseum.